# Aethomys silindensis
Aethomys silindensis is een knaagdier uit het geslacht Aethomys dat voorkomt in het oosten van Zimbabwe. Lange tijd was deze soort alleen bekend van de oorspronkelijke drie exemplaren, maar in de jaren 90 zijn nieuwe exemplaren gevangen. De nauwste verwant van deze soort schijnt A. bocagei uit Angola te zijn. Dit dier lijkt sterk op A. chrysophilus, maar verschilt daarvan in de structuur van zijn haren en tanden.